# Gheorghi Iarțev
Gheorghi Alexandrovici Iarțev (în rusă Гео́ргий Алекса́ндрович Я́рцев; n. 11 aprilie 1948, Nicolskoie⁠(d), RSFS Rusă, URSS – d. 15 iulie 2022) a fost un fotbalist și antrenor rus. El a fost antrenorul echipei naționale de fotbal a Rusiei între 2003 și 2005.